# Franciszek Dąbrowski
Franciszek Dąbrowski (17. dubna 1904 Budapešť, Rakousko-Uhersko – 24. dubna 1962 Krakov, Polsko) byl polský voják. Na počátku druhé světové války působil v hodnosti důstojníka polského námořnictva ve funkci zástupce velitele Henryka Sucharskiho na pevnosti na poloostrově Westerplatte severně od Gdaňsku. Polská posádka zde od 1. do 7. září bojovala s několikanásobnou německou přesilou. Přesto dokázala odolávat sedm dní, po nichž kapitulovala. Následně byl Dąbrowski vězněn v několika německých zajateckých táborech.
O svých zkušenostech z bitvy na Westerplatte napsal dvě knihy, a sice Dziennik Bojowy załogi Westerplatte (1945) a Wspomnienia z Obrony Westerplatte (1957). Je nositelem páté třídy Řádu Virtuti Militari, dále Zlatého kříže za zásluhy a Medaile za Odru, Nisu, Pobaltí.